# Long barrow
I long barrow (lett. lunghi tumuli) sono dei monumenti preistorici risalenti al primo periodo del neolitico, e precisamente dei tumuli di terra rettangolari o trapezoidali tradizionalmente interpretati come tombe collettive. I long barrows sono anche tipici di altre culture dell'Europa settentrionale del 1º millennio d.C. come quelle celtiche, slave e baltiche.

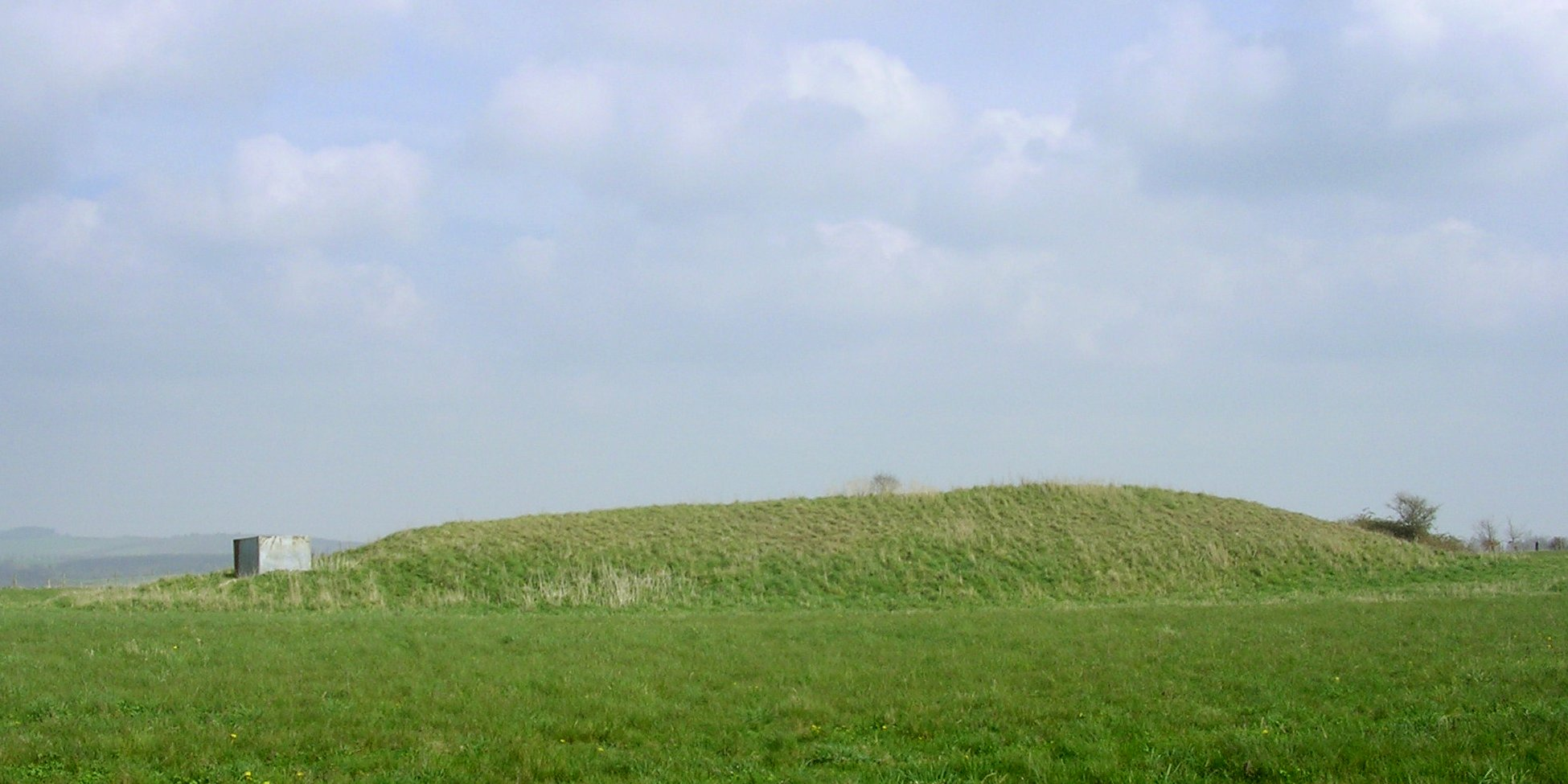
Un long barrow di terra ben conservato sul Gussage Down nella zona di Cranborne Chase in Dorset, nel Regno Unito

## Long barrow nel Regno Unito
Sono conosciuti circa 300 long barrow sparsi fra Scozia e Inghilterra con una concentrazione maggiore nell'Inghilterra meridionale ed orientale. Altrove nelle Isole Britanniche le genti neolitiche seppellivano i loro morti in tombe megalitiche.
Scavi archeologici indicano che la costruzione dei barrow di terra fosse l'ultima fase di una complessa sequenza connessa con l'inumazione rituale del morto che prende posto nella società britannica tra il 4000 e il 2400 a.C. Molti siti di long barrow iniziano come piccoli recinti rettangolari di tumuli di terra sormontati da una palizzata in legno, costituente una recinzione mortuaria. Dentro questa veniva costruita una camera mortuaria in legno di una certa dimensione con larghi pilastri di sostegno e, a volte, anche una grande entrata in legno lungo un viale con pilastri ugualmente in legno. I resti umani venivano situati in questa camera, talvolta tutti nello stesso tempo e talvolta in periodi diversi. Spesso le ossa trovate dentro sono disarticolate, il che fa pensare che i corpi fossero soggetti all'esposizione e alla scarnificazione prima che fossero seppellite o sepolte altrove e riesumate in seguito con lo scopo di collocarle nel barrow. Raramente vengono trovati scheletri interi e sembra che soltanto le ossa lunghe e i teschi si conservassero fino all'interramento finale.
Oltre cinquanta individui separati venivano situati in ogni recinto, uomini, donne e bambini. Ci sono pochi reperti riguardo agli oggetti funerari in queste sepolture collettive, ma la credenza è che tali individui beneficiassero di un alto status. Le camere erano allora circondate e coperte da grandi cairn o venivano date alle fiamme per esempio come nel caso dello Yorkshire. Solo dopo queste procedure il tumulo di terra veniva ad essere innalzato sopra il morto. Il barrow era spesso molto più grande dell'originario recinto mortuario, per il quale veniva usato materiale scavato, prelevato dai fossati lungo i lati del recinto. Alcuni barrow quando venivano scavati davano prova dei tumuli divisi da recinzioni costituite di canniccio che non avevano nessun apparente scopo strutturale.

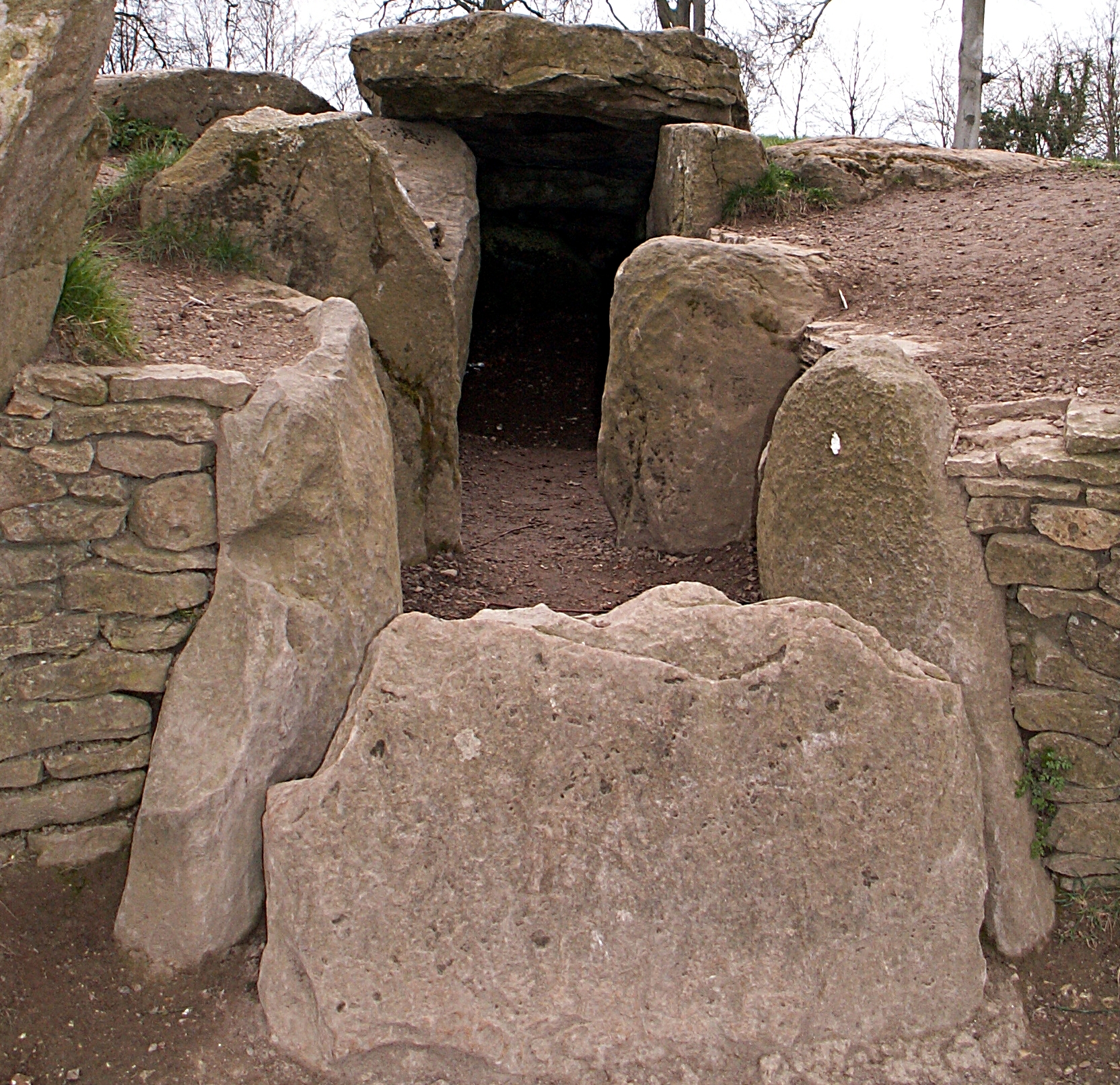
Portate alla luce le camere di sepoltura in pietra del long barrow di Wayland's Smithy, Oxfordshire, U.K.

Un simile gruppo di cosiddette chambered long barrow contiene camere funerarie in pietra, costruite con lastre. Queste possono venire da una tradizione differente o possono indicare differenze nel progetto a causa della disponibilità di materiali usabili. 
In molti casi, l'erosione e le arature durante i secoli, insieme ai primi scavi archeologici e ai saccheggi hanno lasciato solo le parti in pietra dei monumenti provvisti di camere, mentre alcuni long barrow di terra e legno possono ormai trovarsi soltanto sotto la superficie. Tuttavia, sono ancora visibili nella campagna barrows tra i 15 e 125m di lunghezza, alti 4-5m circa.
Il 50% dei long barrow nel Gloucestershire, il 66% nell'Hampshire, l'80% nel Lincolnshire e quasi tutti i tumuli di sepoltura nell'Essex sono stati danneggiati. Secondo l'English Heritage, le moderne tecniche di coltivazione hanno così tanto contribuito a danneggiare negli ultimi sei decenni come quelle tradizionali lo hanno fatto nel corso di sei secoli.
Si è congetturato che i long barrow siano derivati dalle lunghe case in legno costruite dalla cultura continentale neolitica europea della terracotta lineare la quale fu contemporanea al mesolitico britannico. Gli archeologi, incluso Ian Hodder, hanno notato similarità fra le due forme, sebbene sia stato dimostrato molto più recentemente che un significativo numero di "tumuli lunghi" nell'Inghilterra meridionale abbiano scarsa consistenza funeraria. Tradizionalmente, queste strutture sono state interpretate come 'case' per il morto e che i costruttori di barrow possano aver continuato questa vecchia idea nel neolitico e periodi successivi. In questi lunghi barrow che contengono apprezzabili quantità di resti umani, concentrati in appena una piccola parte della struttura complessiva, ha portato qualcuno ad argomentare che il long barrow non fosse semplicemente un deposito per il morto, ma anche un monumento generale, funzionante come un marcatore territoriale, un luogo di sacrificio religioso e un centro della comunità. Alcuni sembrano essere stati costruiti sopra siti di occupazione preesistente i quali sembra possano sostenere questa interpretazione. Tuttavia, i "long borrow provvisti di camere" (chambered long barrows) sembra siano stati principalmente concepiti come siti funerari di sepoltura.
Esempi di long barrow comprendono:

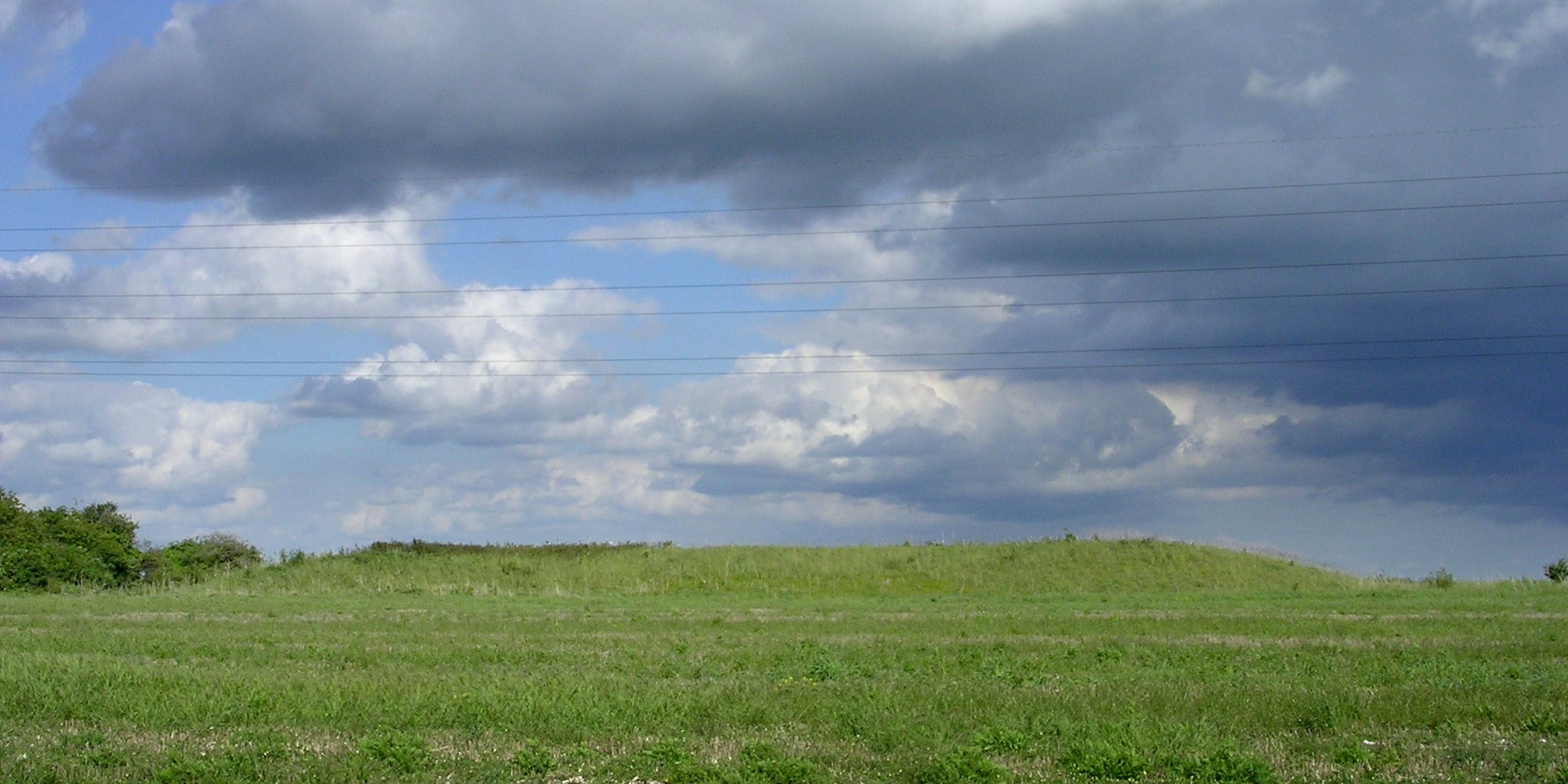
Grans Barrow su Toyd Down, in Hampshire, U.K. Il tumulo del long barrow è lungo 60 metri, largo 20 e alto più di 2.

- Catto Long Barrow, Aberdeenshire, Scozia[2]
- Fussell's Lodge, West Kennet Long Barrow e White Barrow nel Wiltshire
- Foulmere Fen long barrow nel Cambridgeshire
- Giants' Hills nel Lincolnshire
- Hazleton North, Belas Knap e il long Barrow di Uley (noto anche come Hetty Pegler's Tump) nel Gloucestershire
- Julliberrie's Grave nel Kent
- Stoney Littleton Long Barrow nel Somerset
- Street House vicino Loftus nel North Yorkshire
- Wayland's Smithy nell'Oxfordshire.

## Long barrow in Russia
Birger Nerman fece numerosi scavi riguardo ai long barrow del Krivichs nei pressi di Izborsk.